# جون بروكس (سياسي)
جون بروكس (بالإنجليزية: John Brooks)‏ هو سياسي أمريكي، ولد في 13 يونيو 1785 في لينكولنفيل في الولايات المتحدة، وتوفي في 19 فبراير 1869 في كولومبوس في الولايات المتحدة.